# 均方根速度
方均根速率是氣體分子速率的一個量度。其公式為
{\displaystyle v_{rms}={\sqrt {{3RT} \over {M_{m}}}}}
其中vrms為方均根速率，Mm為氣體分子的莫耳質量，R為莫耳氣體常數，及T為以克耳文為單位的溫度。這公式對像氦的理想氣體及像雙原子的氧那樣的分子氣體都很有效。這是由於儘管很多分子中的內能較大（相對於一原子的），其平均平移動能依然是3RT/2。
這公式亦能用波茲曼常數（k）寫成
{\displaystyle v_{rms}={\sqrt {{3kT} \over {m}}}}
其中m為一個氣體分子的質量。
同時公式能夠用能量方法導出：
{\displaystyle nRT={{2} \over {3}}K.E.}
其中K.E.為動能。
{\displaystyle {{1} \over {2}}mv^{2}=K.E._{molecule}}
已知v2跟方向無關，故假設公式能延伸至整個樣本是合邏輯的，用整個樣本的重量（即摩爾質量與摩爾數的積，nM）來取代m，得
{\displaystyle {{1} \over {2}}nMv^{2}=K.E.}
因此
{\displaystyle v_{rms}={\sqrt {{2K.E.} \over {m}}}}
跟原式等價。

## 另見
- 波茲曼常數